# Taygetis fulginia
Taygetis fulginia är en fjärilsart som beskrevs av D'almeida 1922. Taygetis fulginia ingår i släktet Taygetis och familjen praktfjärilar. Inga underarter finns listade i Catalogue of Life.